# Tirer et pleurer
 (janvier 2025).
La mise en forme du texte ne suit pas les recommandations de Wikipédia : il faut le « wikifier ».
Les points d'amélioration suivants sont les cas les plus fréquents. Le détail des points à revoir est peut-être précisé sur la page de discussion.
- Les titres sont pré-formatés par le logiciel. Ils ne sont ni en capitales, ni en gras.
- Le texte ne doit pas être écrit en capitales (les noms de famille non plus), ni en gras, ni en italique, ni en « petit »…
- Le gras n'est utilisé que pour surligner le titre de l'article dans l'introduction, une seule fois.
- L'italique est rarement utilisé : mots en langue étrangère, titres d'œuvres, noms de bateaux, etc.
- Les citations ne sont pas en italique mais en corps de texte normal. Elles sont entourées par des guillemets français : « et ».
- Les listes à puces sont à éviter, des paragraphes rédigés étant largement préférés. Les tableaux sont à réserver à la présentation de données structurées (résultats, etc.).
- Les appels de note de bas de page (petits chiffres en exposant, introduits par l'outil «  Source ») sont à placer entre la fin de phrase et le point final[comme ça].
- Les liens internes (vers d'autres articles de Wikipédia) sont à choisir avec parcimonie. Créez des liens vers des articles approfondissant le sujet. Les termes génériques sans rapport avec le sujet sont à éviter, ainsi que les répétitions de liens vers un même terme.
- Les liens externes sont à placer uniquement dans une section « Liens externes », à la fin de l'article. Ces liens sont à choisir avec parcimonie suivant les règles définies. Si un lien sert de source à l'article, son insertion dans le texte est à faire par les notes de bas de page.
- La présentation des références doit suivre les conventions bibliographiques. Il est recommandé d'utiliser les modèles {{Ouvrage}}, {{Chapitre}}, {{Article}}, {{Lien web}} et/ou {{Bibliographie}}. Le mode d'édition visuel peut mettre en forme automatiquement les références.
- Insérer une infobox (cadre d'informations à droite) n'est pas obligatoire pour parachever la mise en page.

Pour une aide détaillée, merci de consulter Aide:Wikification.
Si vous pensez que ces points ont été résolus, vous pouvez retirer ce bandeau et améliorer la mise en forme d'un autre article.
 (janvier 2025).
« Tirer et pleurer » ( Hébreu : יורים ובוכים ) est une expression utilisée pour décrire des livres, des films ou d'autres médias représentant des soldats exprimant des remords pour les actions qu'on leur a ordonné d'accomplir pendant leur service. Elle a souvent été associée à une pratique utilisée par certains anciens soldats des Forces de défense israéliennes,,,,,.

## Descriptions
Cette « excuse sans excuse » était le modèle d'autocritique avancé en Israël dans de nombreuses œuvres littéraires et cinématographiques de réflexion politique, vu comme « une manière de maintenir l'image de la nation comme étant jeune et innocente. Parallèlement à son sentiment de vocation contre la réalité de la guerre, la violence militaire croissante, l'occupation, l'invasion, [il y avait] [...] un sentiment général que les choses allaient mal ».
Felice Naomi Wonnenberg (qui écrit pour le livre La réalité juive contemporaine en Allemagne et son reflet dans le cinéma ) a décrit le fait de « tirer et de pleurer » comme des gens « conscients des problèmes de la guerre, mais qui y participent quand même ».
Sarah Benton l'a décrit comme « un acte par lequel le soldat purifie sa conscience (au moins un peu), sans assumer sa responsabilité personnelle ni prendre de mesures pratiques, soit pour empêcher un « comportement inapproprié des soldats sur le terrain » lorsqu'il se produit, soit pour réparer une injustice et poursuivre les criminels plus tard. » 
Karen Grumberg a noté que « le soldat sioniste, un homme doté d'une conscience, déteste la violence mais se rend compte qu'il doit agir violemment pour survivre ; ce dilemme le fait pleurer en appuyant sur la gâchette. En regardant en lui-même, il désespère de la violence qu'il se sent obligé d'exercer de cette façon parce qu'il craint sa corruption morale. »